# María Bayo
María Josefina Bayo Jiménez (Fitero, Navarra, 28 de mayo de 1961), conocida artísticamente como María Bayo, es una soprano española que ha desarrollado una destacada carrera internacional como intérprete de ópera, zarzuela y canción clásica. En el 2002, recibió el Premio Príncipe de Viana de la Cultura, que concede el Gobierno de Navarra. Aunque nació en un hospital de Tudela, considera a la localidad de Fitero, en la que reside su familia y con la que mantiene una estrecha vinculación, su ciudad natal.

## Formación y premios
María Bayo comenzó su formación musical en el Conservatorio Pablo Sarasate, donde su primera intención era estudiar guitarra. Al no haber plazas para esta especialidad, y dado que cantaba en la coral de Cintruénigo, decidió comenzar a estudiar canto. En este periodo tuvo como profesora a Edurne Aguerri y ofreció sus primeras actuaciones como solista con el Orfeón Pamplonés, la Capilla de Música de la Catedral de Pamplona o en los conciertos a beneficio de Unicef.
En 1985 se traslada con una beca del Gobierno de Navarra a Alemania, para profundizar sus estudios en la Hochschule für Musik de la ciudad alemana de Detmold con Arthur Janzen. Un año después, en la primera edición del Concurso Internacional de Canto Julián Gayarre, fue galardonada con una bolsa de estudios, el mismo premio que consiguió en el concurso Francisco Viñas.
La consagración internacional le llegó en 1988, al conseguir el primer premio en el concurso Belvedere de la Ópera de Cámara de Viena, junto con otras diez menciones en la misma competición, lo que le abre las puertas de los teatros de todo el mundo.
En el 2009, se le otorga el Premio Nacional de la Música junto a Josep Soler y Joan Manuel Serrat.
El 15 de abril de 2011 fue investida como miembro electo en Jakiunde, Academia de las Ciencias, de las Letras y de las Artes. La ceremonia tuvo lugar en el Palacio Abadía, en Hendaya, Francia.
Fue galardonada también con el Premio de Humanidades de Eusko Ikaskuntza-Caja Laboral, en el 2011, y en el 2014 recibió el Premio Traetta de la Traetta Society, por su pasión en el dar voz al redescubrimiento de las raíces del patrimonio musical europeo.
En 2018 recibió de la Asociación Cultural Doble12 el Premio Cadenas de Navarra por la difusión internacional que, con su labor, realiza de la cultura navarra.
En 2020 recibió la Medalla de Oro al mérito en las Bellas Artes.
En 2023 fue nombrada Caballero de las Letras y las Artes de Francia.

## Repertorio

### Ópera
María Bayo ha desarrollado una amplia carrera operística en la que ha destacado por sus cualidades vocales y su presencia escénica, y que tiene ejemplos desde el barroco al verismo, pasando por el bel canto. Su debut en Londres, Pisa, Saint Gallen y Lucerna se produjo con  Chérubin (Jules Massenet) como L'Ensolleilad, Los pescadores de perlas (Bizet) en el papel de Leila, Lucia de Lammermoor (Donizetti), en el papel epónimo y La sonnambula (Bellini), como Lisa. Junto a estos tres autores, su repertorio incluye obras de Händel (Cleopatra, en Julio César en Egipto), Leoncavallo (Nedda, en I Pagliacci) o Verdi (Oscar, en Un ballo in maschera).
Sin embargo, dos son los autores cuyo repertorio ha cultivado con una mayor intensidad. Por un lado, Rossini, de quien ha interpretado seis óperas: Bianca e Falliero, 
El barbero de Sevilla, Il viaggio a Reims, L'occasione fa il ladro, La scala di seta y Tancredi. El segundo es Mozart, cuyas óperas, especialmente la trilogía de Lorenzo da Ponte, ha visitado con mayor frecuencia, aunque sea una ópera seria del genio de Salzburgo, Idomeneo, la que tiene un carácter más especial para ella, ya que dio a su única hija, nacida en el 2004, el nombre de Ilia, el personaje que ella interpreta en esta obra. Pero no son Idomeneo ni La flauta mágica (en la que ha interpretado el papel de Primera Dama) las que han dado a María Bayo el carácter de cantante mozartiana, sino sus actuación en Las bodas de Fígaro, en Don Giovanni y en Così fan tutte, las tres óperas en las que Mozart contó como libretista con Lorenzo da Ponte, actuaciones ligadas, además, a sus apariciones en el Festival de Salzburgo. También en el teatro Colòn cantò diversos papeles de Don Giovanni y Bodas de Figaro.
La evolución de la voz de María Bayo le ha llevado a pasar por varios papeles en cada una de estas óperas. En el caso de Così, Bayo encarnó en primer lugar el papel de Fiordiligi (San Sebastián, 1991) y posteriormente el de la criada Despina (Salzburgo, 2000). En Don Giovanni, después de afrontar el papel de Zerlina (Salzburgo, 1999), interpretó el de Donna Anna (Ruhr-Triennale, 2002), o incluso el de Donna Elvira (Bs.As, Teatro Colón, 2016). Por último, en Las bodas de Fígaro, María Bayo ha encarnado a tres de los personajes: el primero, como es habitual en las sopranos de su registro, fue el de Susanna (Madrid, 1990); posteriormente, y aunque se trata de un papel interpretado normalmente por mezzosopranos, actuó como Cherubino en el Festival de Salzburgo, en 1998; finalmente, en el año 2007 interpretó por primera vez el papel de La Contessa (Dresde).
De una manera similar, en el caso de La Bohéme, debutó en el papel de Musetta (Milán) para abordar más tarde el de Mimì.
Además de su actividad en el gran repertorio, ha recuperado algunas óperas barrocas, como La Calisto, de Francesco Cavalli, o Cleofide, de Johann Adolph Hasse.

### Zarzuela
María Bayo ha dedicado una buena parte de su carrera a la zarzuela, tanto en lo que se refiere a los títulos del siglo XIX y el XX, como a la zarzuela barroca que se escribió en el siglo XVII.